# Plaça de la Constitució (Vilafranca del Penedès)
La Plaça de la Constitució és una plaça de Vilafranca del Penedès (Alt Penedès) inclosa a l'Inventari del Patrimoni Arquitectònic de Catalunya.

## Descripció
És una plaça lineal d'origen gòtic porticada per dos costats. Les cases són generalment de planta baixa i tres pisos (algunes, com les dels números 1, 3 i 35, tenen els pòrtics més alts, la qual cosa permet entresòls amb obertures exteriors). En general, però, els baixos són reduïts. Els pisos carreguen sobre pilastres, que formen els porxos.
L'arquitectura respon al llenguatge de l'eclecticisme (casa núm. 1, 1887, plànols de Josep Inglada; casa núm.3 i casa núm.35), modernisme (botiga de Cal Garriga, a la planta baixa del núm.3; casa núm.3; casa núm.26, 1907, plànols de Santiago Güell; cases núm.9 i núm.22) i noucentisme, amb constants elements d'arquitectura popular.

## Història
La Plaça de la Constitució, anomenada popularment "les Voltes", presenta una cronologia amb constants modificacions i reformes. És d'origen gòtic. El 1878 es va procedir a l'alineació de les façanes de la casa núm.2 del carrer de la Cort i les núm.1, 3, 5 i 7 de la Plaça de la Constitució. El projecte, datat del 30 de gener de 1878, va ser realitzat per Josep Inglada, mestre d'obres, i consistia en la construcció de pòrtics i l'alineació de les façanes internes amb les de la resta de cases. Es conserva a l'arxiu municipal de Vilafranca.